# Eduardo Russi Assumpção
Eduardo Russi Assumpção (* 9. Februar 1995 in São Paulo) ist ein ehemaliger brasilianischer Tennisspieler.

## Karriere
Russi Assumpção spielt hauptsächlich auf der Future Tour.
Sein Debüt auf der ATP Tour gab er 2015 bei den Brasil Open. In der Doppelkonkurrenz spielte er, mit einer Wildcard ausgestattet, mit Mario Vilella Martínez und verlor in der ersten Runde gegen Chris Guccione und André Sá mit 1:6, 2:6. 2016 nahm er erneut durch eine Wildcard an den Brasil Open teil und schied in der Auftaktrunde aus.
2018 spielte er sein letztes Profiturnier.